# فلاديمير تكاشينكو
فلاديمير تكاشينكو (الروسية: Ткаченко, Владимир Петрович) مواليد 20 سبتمبر 1957 في سوتشي، الجمهورية الروسية السوفيتية الاتحادية الاشتراكية، هو لاعب كرة سلة روسي معتزل. بدأ مسيرته الاحترافية في سنة 1974. يبلغ طوله 7 قدم 3 بوصة (2.2 م). مثّل منتخب بلاده. شارك في دورة الألعاب الأولمبية الصيفية سنة 1976. حقق المركز الأول في بطولة كأس العالم لكرة السلة 1982. اعتزل اللعب في 1990. دخل قاعة مشاهير الاتحاد الدولي لكرة السلة. لعب مع نادي بوديفلنيك لكرة السلة ونادي سسكا موسكو لكرة السلة.

## الميداليات
| الميدالية | المسابقة                         |
| --------- | -------------------------------- |
| برونزية   | الألعاب الأولمبية الصيفية 1976   |
| برونزية   | الألعاب الأولمبية الصيفية 1980   |
| فضية      | بطولة كأس العالم لكرة السلة 1978 |
| ذهبية     | بطولة كأس العالم لكرة السلة 1982 |
| فضية      | بطولة كأس العالم لكرة السلة 1986 |
| فضية      | بطولة أمم أوروبا لكرة السلة 1977 |
| ذهبية     | بطولة أمم أوروبا لكرة السلة 1979 |
| ذهبية     | بطولة أمم أوروبا لكرة السلة 1981 |
| ذهبية     | بطولة أمم أوروبا لكرة السلة 1985 |
| فضية      | بطولة أمم أوروبا لكرة السلة 1987 |

## روابط خارجية
- فلاديمير تكاشينكو على موقع الاتحاد الدولي لكرة السلة (الإنجليزية)
- فلاديمير تكاشينكو على موقع بروبوليرز (الإنجليزية)
- فلاديمير تكاشينكو على موقع سبورتس رفرنس (الإنجليزية)
- فلاديمير تكاشينكو على موقع اللجنة الأولمبية الدولية (الإنجليزية)
- فلاديمير تكاشينكو على موقع أوليمبيديا (الإنجليزية)